# Armeense Communistische Partij
De Armeense Communistische Partij (Armeens: Հայաստանի կոմունիստական կուսակցություն, (afgekort: ՀԿԿ), Hayastani Komunistakan Kusaktsutyun (HKK)) is een communistische partij in Armenië. De partij heeft 18.000 leden. De partij kreeg 1,49 procent van de stemmen bij de laatste parlementsverkiezingen.